# Dendrobium erythraeum
Dendrobium erythraeum är en orkidéart som beskrevs av André Schuiteman och De Vogel. Dendrobium erythraeum ingår i släktet Dendrobium, och familjen orkidéer.
Artens utbredningsområde är Papua Nya Guinea. Inga underarter finns listade i Catalogue of Life.